# Maria Luísa de Saboia
Maria Luísa Gabriela (em italiano: Maria Luisa Gabriella di Savoia; Turim, 17 de setembro de 1688 – Madrid, 14 de fevereiro de 1714) foi a primeira esposa do rei Filipe V e Rainha Consorte da Espanha de 1701 até sua morte. Era filha do então Vítor Amadeu II, Duque de Saboia, e sua esposa a princesa Ana Maria de Orleães.

## Família
Ela era filha de Vítor Amadeu II, Duque de Saboia e de Ana Maria de Orleães (filha do duque Filipe da França, duque de Orleães, irmão de Luís XIV de França) sua irmã mais velha Maria Adelaide de Saboia foi duquesa de Borgonha e mãe do rei Luís XV.

## Biografia
Em 3 de novembro de 1701 com apenas treze anos de idade contraiu matrimônio com seu primo, o rei Filipe V (primeiro rei espanhol da Casa de Bourbon), neto do rei Luís XIV.
Sob a influência de Marie Anne de La Trémoille e do cardeal Portocarreño, foi nomeada governadora e administradora geral quando seu esposo esteve na Guerra da Sucessão Espanhola, agindo com responsabilidade durante toda a guerra. É considerada uma eficaz rainha regente e uma governadora muito competente, dedicada aos destinos nacionais espanhóis.
Foi também a mãe do rei da Espanha Fernando VI.
Faleceu aos 25 anos de idade devido ao mal de escrófulas (no pescoço) e depois de grande agonia.

## Descendência
De seu marido Filipe V de Espanha, Maria Luísa Gabriela deu à luz seu primeiro filho em 1707. Ela deu à luz mais três filhos, dois dos quais sobreviveriam à infância:
1. Luís I (25 de agosto de 1707 - 31 de agosto de 1724), sucedeu seu pai como rei da Espanha. Casado com Luísa Isabel de Orleães, sem descendência.
2. Filipe Luís (2 de julho de 1709 - 18 de julho de 1709), morreu na infância.
3. Filipe Pedro (7 de junho de 1712 - 29 de dezembro de 1719), morreu na infância.
4. Fernando VI (23 de setembro de 1713 - 10 de agosto de 1759), sucedeu seu irmão como rei da Espanha. Casou-se com a Infanta Maria Bárbara de Bragança, sem descendência.

Como todos os seus filhos iriam morrer sem filhos, não há descendentes de Maria Luísa Gabriela de Saboia.